# Arnoatollen

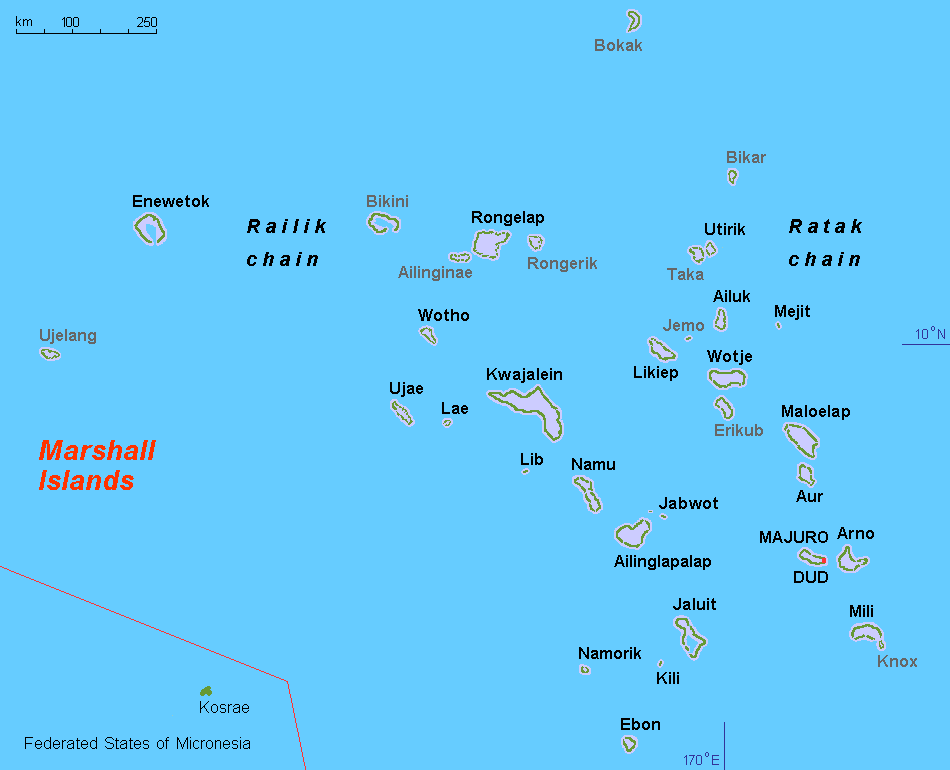
Marshallöarna, Arno direkt till vänster om Majuro

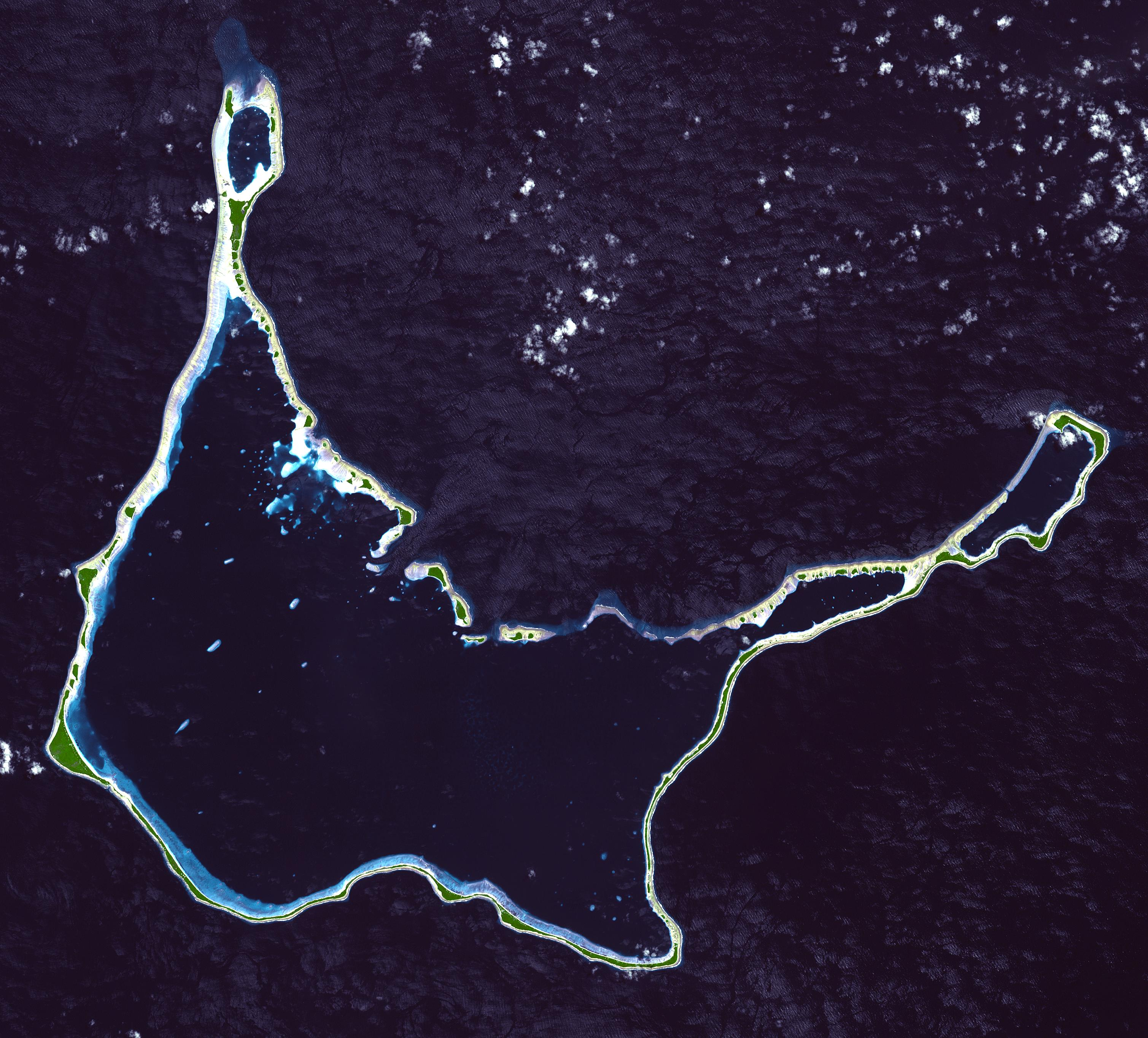
Arno

Arnoatollen (marshallesiska Arno) är en atoll bland Rataköarna i norra Stilla havet och tillhör Marshallöarna.

## Geografi
Arno ligger ca 15 km öster om huvudön Majuro.
Atollen är en korallatoll och har en total areal om cirka 352 km² med en landmassa på ca 12,95 km² och en lagun på cirka 339 km² (1). Lagunen omfattar 3 delar, en central del och två avskilda mindre delar som ligger i norr och i öst. Atollen består av cirka 133 öar och den högsta höjden är på endast cirka 7 m ö.h. (2). De större öarna är:
- Kebjeltak, även Kobjeltak,  huvudön, i den sydvästra delen
- Ajeltokrok, i den södra delen
- Bikarej, i den nordvästra delen
- Langor, i den nordöstra delen
- Rearlaplap, i den nordöstra delen
- Tutu, även Todo, i den centrala delen
- Ulien, i den centrala delen

Befolkningen uppgår till cirka 2 000 invånare (3). Förvaltningsmässigt utgör atollen en egen "municipality" (kommun). Öns flygplats Arno Island Airport (flygplatskod "AMR") har kapacitet för lokalt flyg.

## Historia
Rataköarna har troligen bebotts av mikronesier sedan cirka 1000 f.Kr. och några öar upptäcktes redan 1526 av spanske kaptenen Alonso de Salazar.
Arno upptäcktes den 26 juni 1788 av brittiske kaptenerna Thomas Gilbert och William Marshall (4). Öarna hamnade senare under spansk överhöghet.
Neuguinea-Compagnie, ett tyskt handelsbolag köpte ögruppen från Spanien och etablerades sig på Rataköarna kring 1885 och öarna blev då ett eget förvaltningsområde tills de i oktober 1885 blev ett tyskt protektorat och då blev del i Tyska Nya Guinea.
Under första världskriget ockuperades området i oktober 1914 av Japan som även erhöll förvaltningsmandat, det Japanska Stillahavsmandatet, över området av Nationernas förbund vid Versaillesfreden 1919.
Under andra världskriget erövrade USA området 1944. Därefter hamnade ögruppen under amerikansk överhöghet. 1947 utsågs Marshallöarna tillsammans med hela Karolinerna till "Trust Territory of the Pacific Islands" av Förenta nationerna och förvaltades av USA.